# Едісон Мендес
Едісон Мендес (ісп. Édison Méndez; нар. 16 березня 1979, Ібарра) — еквадорський футболіст, півзахисник колумбійського клубу «Санта Фе» та національної збірної Еквадору.

## Клубна кар'єра
У дорослому футболі дебютував 1997 року виступами за команду клубу «Депортіво Кіто», в якій провів п'ять сезонів, взявши участь у 192 матчах чемпіонату. Більшість часу, проведеного у складі «Депортіво Кіто», був основним гравцем команди.
Згодом з 2002 по 2005 рік грав за «Депортіво Ель Насьйональ», а також мексиканські «Ірапуато» та «Сантос Лагуна». 2005 року повернувся на батьківщину, ставши гравцем клубу «ЛДУ Кіто».
Після чемпіонату світу 2006 року інтерес до Мендеса декларували декілька європейських клубів, до одного з яких, нідерландського ПСВ, гравець приєднався у серпні 2006 року на умовах річної оренди. По завершенні оренди Мендес залишився в Ейндговені ще на два роки, уклавши з ПСВ повноцінний контракт.
2009 року повернувся до «ЛДУ Кіто», протягом наступних років також грав за бразильський «Атлетіко Мінейру» та еквадорський «Емелек».
До складу колумбійського «Санта Фе» приєднався на початку 2014 року.

## Виступи за збірну
2000 року дебютував в офіційних матчах у складі національної збірної Еквадору. Наразі провів у формі головної команди країни 109 матчів, забивши 18 голів.
У складі збірної був учасником чотирьох розіграшів Кубка Америки: 2001, 2004, 2007 та 2011 років, а також розіграшу Золотого кубка КОНКАКАФ 2002 року.
Учасник чемпіонату світу 2002 року в Японії і Південній Кореї та чемпіонату світу 2006 року в Німеччині.

## Титули і досягнення
- Чемпіон Еквадору (2):

ЛДУ Кіто: 2005А, 2010
- Чемпіон Нідерландів (3):

ПСВ: 2006–07, 2007–08
- Володар Суперкубка Нідерландів (1):

ПСВ: 2008
- Володар Південноамериканського кубка (1):

ЛДУ Кіто: 2009